# Cupa României 2009/10
Der Cupa României wurde in der Saison 2009/10 zum 72. Mal ausgespielt. Die offizielle Bezeichnung des Wettbewerbs lautete „Cupa României Timișoreana“. Im Endspiel, welches im Stadion Emil Alexandrescu in Iași ausgetragen wurde, siegte CFR Cluj mit 5:4 im Elfmeterschießen gegen den FC Vaslui und konnte den Pokal somit zum dritten Mal gewinnen. Da Cluj auch die Meisterschaft für sich entscheiden konnte, qualifizierte sich Vaslui für die Europa League.

## Modus
Die Klubs der Liga 1 stiegen erst in der Runde der letzten 32 Mannschaften ein. Es wurde jeweils nur eine Partie ausgetragen, das Halbfinale wurde in Hin- und Rückspiel entschieden. Fand nur eine Partie statt und stand diese nach 90 Minuten unentschieden oder konnte in beiden Partien unter Berücksichtigung der Auswärtstorregel keine Entscheidung herbeigeführt werden, folgte eine Verlängerung von 30 Minuten. Falls danach noch immer keine Entscheidung gefallen war, wurde die Entscheidung im Elfmeterschießen herbeigeführt.

## Sechzehntelfinale
| Datum              |                          | Ergebnis                         |                               |
| ------------------ | ------------------------ | -------------------------------- | ----------------------------- |
| 22. September 2009 | Gaz Metan Mediaș         | 1:1 n. V. (0:0, 0:0) (5:4 i. E.) | CSM Râmnicu Vâlcea            |
|                    | Gloria Bistrița          | 3:0 (3:0)                        | Dunărea Giurgiu               |
|                    | Politehnica Iași         | 3:1 (2:0)                        | Pandurii Târgu Jiu            |
|                    | FC Universitatea Craiova | 4:0 (3:0)                        | Gloria Bistrița II            |
| 23. September 2009 | Unirea Urziceni          | 3:0 (2:0)                        | Sportul Studențesc            |
|                    | Chimia Brazi             | 0:5 (0:1)                        | FC Vaslui                     |
|                    | Astra Ploiești           | 2:1 n. V. (0:0, 0:0)             | Farul Constanța               |
|                    | Ceahlăul Piatra Neamț    | 1:1 n. V. (1:1, 1:0) (2:3 i. E.) | Gaz Metan CFR Craiova         |
|                    | FC Brașov                | 4:0 n. V.                        | CS Otopeni                    |
|                    | Minerul Mehedinți        | 1:1 n. V. (1:1, 0:0) (3:5 i. E.) | Internațional Curtea de Argeș |
|                    | Oțelul Galați            | 1:1 n. V. (1:1, 1:1) (4:3 i. E.) | Unirea Alba Iulia             |
|                    | FC Timișoara             | 7:0 (2:0)                        | Sănătatea Cluj                |
|                    | FCM Bacău                | 0:2 (0:1)                        | Steaua Bukarest               |
| 24. September 2009 | FC Bihor Oradea          | 0:2 (0:2)                        | Rapid Bukarest                |
|                    | CFR Cluj                 | 2:0 (2:0)                        | Dunărea Galați                |
|                    | Dinamo Bukarest          | 5:0 (4:0)                        | FC Zlatna                     |

## Achtelfinale
| Datum            |                               | Ergebnis                         |                       |
| ---------------- | ----------------------------- | -------------------------------- | --------------------- |
| 27. Oktober 2009 | Gaz Metan Mediaș              | 0:1 (0:1)                        | FC Vaslui             |
|                  | Unirea Urziceni               | 0:1 (0:1)                        | FC Brașov             |
| 28. Oktober 2009 | Astra Ploiești                | 2:2 n. V. (1:1, 1:1) (6:5 i. E.) | FC Timișoara          |
|                  | Politehnica Iași              | 0:3 (0:2)                        | Universitatea Craiova |
|                  | Gloria Bistrița               | 0:0 n. V. (5:4 i. E.)            | Steaua Bukarest       |
|                  | Gaz Metan CFR Craiova         | 0:1 (0:1)                        | CFR Cluj              |
| 29. Oktober 2009 | Internațional Curtea de Argeș | 2:1 (2:0)                        | Rapid Bukarest        |
|                  | Dinamo Bukarest               | 1:0 (0:0)                        | Oțelul Galați         |

## Viertelfinale
| Datum             |                       | Ergebnis  |                               |
| ----------------- | --------------------- | --------- | ----------------------------- |
| 17. November 2009 | FC Brașov             | 3:0 (2:0) | Gloria Bistrița               |
| 18. November 2009 | FC Vaslui             | 1:0 (0:0) | Internațional Curtea de Argeș |
|                   | Universitatea Craiova | 0:1 (0:1) | CFR Cluj                      |
| 19. November 2009 | Astra Ploiești        | 1:2 (1:1) | Dinamo Bukarest               |

## Halbfinale
| Datum                        |           | Gesamt |                 | Hinspiel  | Rückspiel |
| ---------------------------- | --------- | ------ | --------------- | --------- | --------- |
| 24. März 2010/14. April 2010 | CFR Cluj  | 3:2    | Dinamo Bukarest | 1:1 (1:1) | 2:1 (0:0) |
| 25. März 2010/15. April 2010 | FC Vaslui | 5:0    | FC Brașov       | 1:0 (1:0) | 4:0 (2:0) |

## Finale
| Paarung        | CFR Cluj – FC Vaslui |
| Ergebnis       | 0:0 n. V., 5:4 i. E. |
| Datum          | 26. Mai 2010 |
| Stadion        | Stadion Emil Alexandrescu, Iași |
| Zuschauer      | 11.390 |
| Schiedsrichter | Alexandru Deaconu (Bukarest, Rumänien) |
| Tore           | Elfmeterschießen: 0:0 Nemanja Milisavljević (verschossen) 1:0 Gabriel Mureșan 1:1 Denis Zmeu 2:1 Nicolae Dică 2:2 Raul Costin 3:2 Ciprian Deac 3:3 Lucian Burdujan 4:3 Cristian Bud 4:4 Wesley 5:4 Cadú                                                     |
| CFR Cluj       | Nuno Claro, Cristian Panin, Cadú, Felice Piccolo, Edimar, Gabriel Mureșan, Emmanuel Culio, Sixto Peralta (84. Davide Bottone), Roberto De Zerbi (93. Cristian Bud), Ciprian Deac, Yssouf Koné (116. Nicolae Dică) Cheftrainer: Andrea Mandorlini ( Italien) |
| FC Vaslui      | Cristian Hăisan, Schiwko Milanow (88. Denis Zmeu), Paul Papp, Gladstone Pereira, Hugo Luz, Adrian Gheorghiu, Raul Costin, Miloš Pavlović, Lucian Sânmărtean (46. Nemanja Milisavljević), Wesley, Lucian Burdujan Cheftrainer: Marius Lăcătuș                |